# Hinrichsdorf
Hinrichsdorf è un quartiere della città tedesca di Rostock.